# John Bury (cónego)
John Bury (fl. 1430 - c. anos 1470) foi um cónego de Windsor de 1446 a 1472.

## Carreira
Ele foi nomeado:
- Reitor de Cottesmore, Rutland até 1440
- Vigário de St Giles-without-Cripplegate 1440
- Precentor da Capela de São Jorge, Castelo de Windsor 1449–1450

Ele foi nomeado para a décima segunda bancada na Capela de São Jorge, Castelo de Windsor, em 1446, e manteve a posição até 1472.